# Josefov

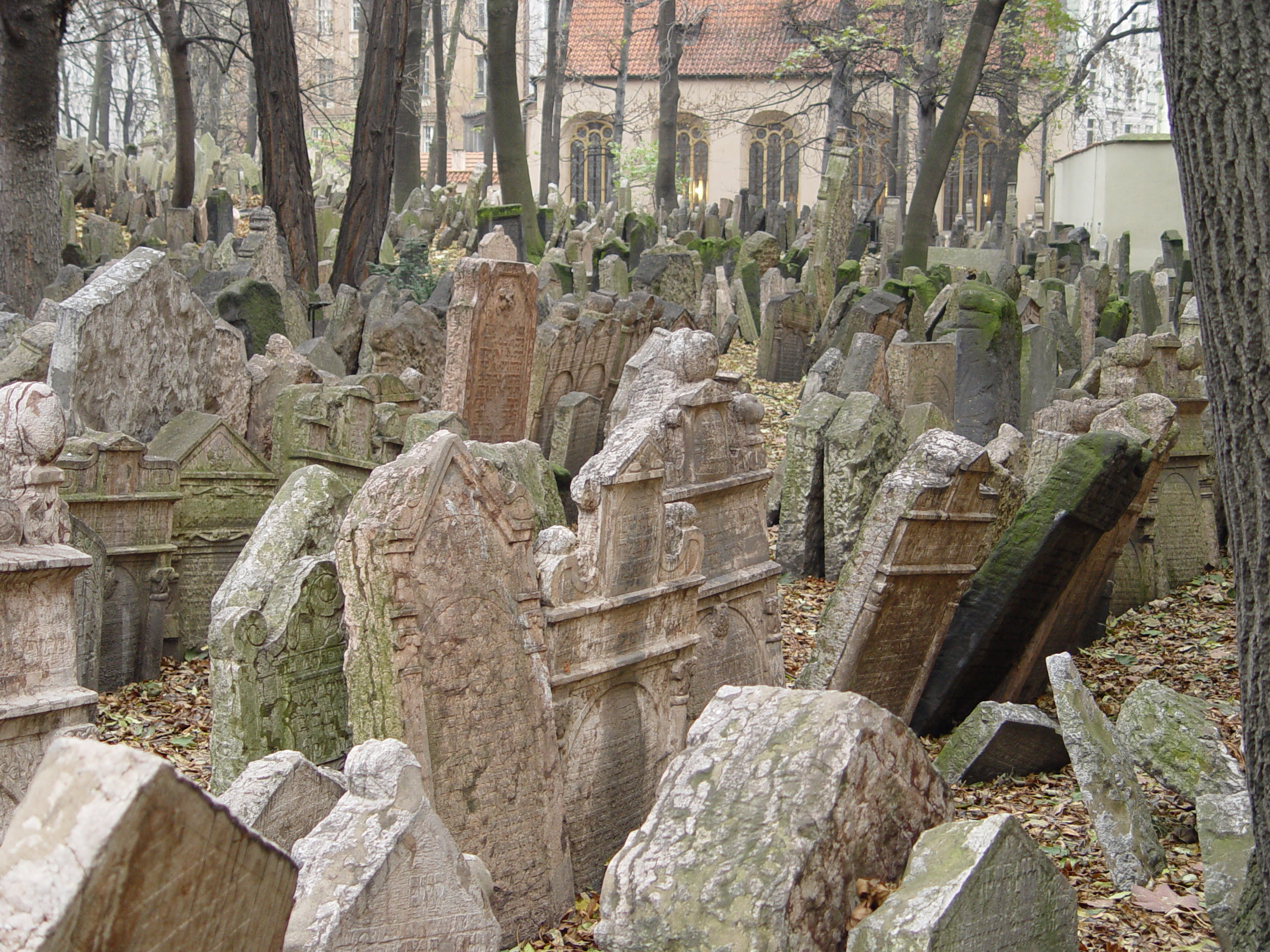
Stary Cmentarz Żydowski

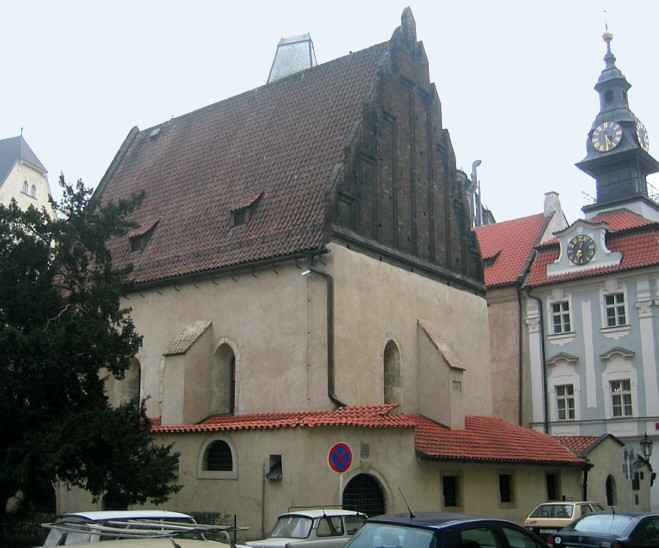
Synagoga Staronowa, po prawej Ratusz Żydowski

Josefov (pol. Józefów, niem. Josefstadt), dawniej Židovské Město (pol. Żydowskie Miasto, niem. Judenstadt), to obszar w centralnej części Pragi, na prawym brzegu Wełtawy, dawna dzielnica żydowska. Wchodzi w skład obwodu Praga I. Ze wszystkich stron otoczone jest przez Stare Miasto.
Jego obecny wygląd to w dużej części zasługa wyburzeń oraz wielkiej przebudowy dzielnicy na przełomie XIX i XX wieku.

## Interesujące miejsca
- miejsce urodzin Franza Kafki, pomnik Franza Kafki;
- Synagoga Wysoka (Vysoká synagoga) z XVI wieku;
- Ratusz Żydowski (Židovská radnice) – rokokowy ratusz z XVIII wieku z zegarem odmierzającym czas w przeciwną stronę;
- Synagoga Klausowa (Klausová synagoga) – barokowa synagoga z XVII wieku;
- Synagoga Maisela (Maiselova synagoga) – zniszczona przez pożar synagoga z XVI wieku, obecnie muzeum;
- Synagoga Pinkasa (Pinkasova synagoga) z XVI wieku, obecnie miejsce pamięci ofiar Holokaustu;
- Synagoga Hiszpańska (Španělská synagoga) z XIX wieku z mauretańskim wystrojem wnętrza;
- Stary Cmentarz Żydowski (Starý židovský hřbitov) czynny od XV do XVIII wieku, najstarszy ocalały cmentarz żydowski w Europie;
- Synagoga Staronowa (Staronová synagoga) – gotycka synagoga z XIII wieku.
- Sala Obrzędowa (Obřadní síň) – neoromański budynek powstały w latach 1911-12, niegdyś sala obrzędowa Żydowskiego Stowarzyszenia Pogrzebowego.